# IObit Malware Fighter
 IObit Malware Fighter  — антивирусное программное обеспечение, которое выявляет и удаляет вредоносные программы, такие как шпионские, рекламные, трояны, клавиатурные шпионы, боты, черви и программы, подменяющие стартовую страницу в браузере.
Программа осуществляет защиту автозагрузки, держит под контролем процессы, файлы, сетевое соединение, куки браузера, а также сохраняет от нападок других вредных вирусов (программ), которые могут находиться на съёмных USB-дисках.

## Принцип работы
Технология работы программы IObit Malware Fighter поддерживает облачную технологию защиты, то есть получает данные от остальных членов сообщества в режиме реального времени. Это, соответственно, позволяет оперативнее защищать пользователей от опасности.

## Функции
- Выявление и удаление или блокирование вредоносного программного обеспечения
- Режим быстрого, полного и выборочного сканирования
- Автоматический режим
- Возможность назначить работу по расписанию или работу, когда компьютер не занят выполнением других задач
- Совместимость с любыми антивирусами и возможность использоваться наряду с ними для обеспечения максимальной безопасности
- Основной обзор общей статистики, состояния программы и свежести определений (сигнатур)
- Интерфейс для веб-сервиса облачного сканирования файлов

## Критика
Пока некоторые пользователи с недоверием относятся к данному антивирусному программному обеспечению из-за нестандартного подхода к его реализации и рекомендуют использовать его как дополнительный антивирус.